# Парсадан Горгиджанидзе
Парсадан Горгиджанидзе (груз. ფარსადან გორგიჯანიძე; встречается вариант Гиоргиджанидзе, გიორგიჯანძე; 1626, Гори, Картлийское царство — 1696) — грузинский фактотум и историк на службе у Сефевидов. В начале своей карьеры он служил в резиденции наместника (вали) Картлийского царства, а затем при дворе Сефевидов в Исфахане. В первую очередь он известен своими информативными хрониками «История Грузии».

## Биография
Родившийся в городе Гори, Горгиджанидзе воспитывался при местном дворе сефевидского наместника (вали) Картли Ростома в Тбилиси.
В начале своей карьеры он занимался грузино-иранской дипломатией.
В 1656 году он был назначен по рекомендации Ростома даругой (префектом) столицы Сефевидов, Исфахана.
По этому случаю Горгиджанидзе принял ислам, вступил в корпус голамов и должен был провести четыре десятилетия на службе шахов Аббаса II (годы правления 1642—1666) и Сулеймана I (годы правления 1666—1694).
В течение тридцати лет Ростом сам занимал должность префекта Исфахана; однако в этот период фактическое управление осуществлял заместитель префекта, Мир Касем Бег. Мир Касем Бег в конечном итоге стал жертвой заговора, придуманного великим визирем Мухаммедом Бегом (1654—1661), и был казнен. Между Миром Касем-бегом и Мохаммад-беком существовала долгая история вражды. Однако жажда мести Мохаммад-бека не закончилась со смертью Мир-Касем-бека. Возмущенный тем фактом, что шах Аббас II не распорядился о конфискации собственности Мир Касема, Мохаммад Бег теперь попытался добиться удовлетворения своего недовольства, используя Горгиджанидзе (нового префекта) и действующего диванбеги (канцлера, главного судьи) Угурлу Прошу, по его схеме. Сообщается, что он поощрял Горгиджанидзе брать взятки и прибегать к вымогательству. Мохаммед Бег хотел показать, что если недавно назначенный префект мог накопить такое количество богатства за короткий период времени, то Мир Касем Бег, должно быть, «прикарманил фантастические суммы денег» за тридцать лет пребывания на этом посту в качестве заместителя. Горгиджанидзе вскоре последовал совету великого визиря.
Вскоре после его назначения на пост префекта столицы жесткие административные перестановки Парсадана и новые законы вызвали сопротивление со стороны исфаханцев, а также его начальника Угурлу-бека, диванбега, который получал жалобы на плохое управление Горгиджанидзе. Диванбеги, очевидно, враги префекта, встали на сторону граждан и принял участие в последовавших беспорядках. Мохаммад-бек, понимая, что его план был сорван Угурлу-бегом, еще больше преобразовал это событие так, чтобы оно выглядело как «угроза безопасности», за которую должны нести ответственность диванбеги, и обвинил его в подстрекательстве к беспорядкам. Мухаммад-бек убедил шаха Аббаса II; Угурлу-бек был снят со своего поста и ослеплен, и Парсадан также был уволен со своего поста.
Затем Аббас II назначил Парсадана новым ешик-агой (церемониймейстером) шахского двора и дал ему пять деревень в пределах Гольпайегана в качестве феодальных владений. Семья Парсадана осталась в Картлийском царстве, но некоторые из ее членов также действовали в материковом Иране. Так, один из братьев Парсадана, Александрэ, занимал должность зарабибаша (начальника шахского монетного двора) Исфахана; другой, Мелик Садат-бек, был юзбашом (лейтенантом) шахской армии. Сын Парсадана, Давид, прошел обучение на офицера шахской гвардии (голам).
Горгиджанидзе оказался вовлеченным в непрекращающиеся интриги в администрации Сефевидов и дважды впал в немилость шаха. Его пост также позволил Горгиджанидзе вмешиваться во внутреннюю политику его родной Грузии. Его антагонизм с преемником Ростома на посту правителя Картли шахом Наваз-ханом (Вахтангом V) подорвал его положение, и Горгиджанидзе был сослан с 1666 по 1671 год в Шуштар, правитель которого Вахушти-хан был близким родственником жены шаха Наваз-хана, Родам.

## Работы
Рукопись безымянной хроники Горгиджанидзе была обнаружена грузинским ученым Платоном Иоселиани в 1841 году и получила условное название «История Грузии» учеными XIX века Мари-Фелисите Броссе и Теймуразом Багратиони. Это объемистый труд, который, судя по всему, был завершен автором к 1694 или 1696 году, когда он жил в Исфахане. Летопись повествует о истории Грузии от возникновения христианства в Грузии в IV веке до конца XVII века. Особую ценность представляет рассказ Горгиджанидзе о современных ему событиях. Он широко использовал зарубежные, прежде всего персидские, исторические труды с целью подтверждения или дополнения информации из родных грузинских источников.
Летопись содержит также автобиографические сведения и написана на народном грузинском языке, видимо, из-за плохого знания автором современных стандартов грузинского литературного языка.
Горгиджанидзе также активно участвовал в редактировании, стихосложении и переписывании грузинских версий эпоса «Шахнаме».
Среди нескольких крупных работ, переведенных Горгиджанидзе на грузинский язык, была «Джаме-э аббаси», книга, написанная шейхом Бахаи по шиитской юриспруденции. Он также составил трехъязычный грузино-арабско-персидский словарь.